# Kluster
Kluster ou Cluster é um grupo de música experimental da Alemanha que influenciou o desenvolvimento de diversos estilos da música popular contemporânea, principalmente a música eletrônica e o ambient music.
Formado originalmente pelo trio Dieter Moebius, Hans-Joachim Roedelius e Conrad Schnitzler em 1969. O nome Kluster foi utilizado de 1969 até meados de 1971, quando Conrad Schnitzler deixou o grupo substituído por Conny Plank, os integrantes restantes rebatizaram-se de Cluster.

## Histórico
O Cluster gravou diversos álbuns em uma grande variedade de estilos que vão desde a música experimental do rock progressivo até os limites do avant-garde, sendo algumas vezes relacionado a cena Krautrock alemã, embora sua produção não se enquadre exatamente dentro deste estilo. O Cluster está em atividade como duo desde 1971, tendo gravado um total de 13 álbuns.
Depois de uma década de longo hiato, o Cluster foi reunido em Abril de 2007. Eles foram selecionados para realizar em 15 de junho de 2007, uma apresentação na abertura do Documenta, uma das maiores exposições de arte moderna e contemporânea, realizada a cada cinco anos em Kassel, Alemanha.

## Membros

### Principais membros
- Hans-Joachim Roedelius (1971 até o presente)
- Dieter Moebius (1971 até o presente)
- Conny Plank (músico (1971), compositor (1971-1972), engenharia de som e  produção (1971–1978))

### Colaboradores
- Brian Eno (1977–1978) – sintetizador e vocais.
- Holger Czukay (1977–1978) – baixo.
- Asmus Tietchens (1977) – sintetizador.
- Okko Bekker (1977) – guitarra.
- Peter Baumann (1979) – produção.
- William Roper (1979) – engenharia de som
- Joshi Farnbauer (1980) – percussão.
- Stanislaw Michalik (1990) – baixo.
- Felix Jay (1996) – produção.
- Tim Story (1996–1997) – engenharia de som e  produção
- Hiroshi Okunari (1996) – engenharia de som
- Bond Bergland (1996) – guitarra
- The Brain (1996) - produção.
- Russ Curry (1996) – engenharia de som
- Paul Fox (1996) – engenharia de som
- Tommy Johnstone Grenas (1996) – músico.

## Estilo Musical
O estilo musical tem variado muito ao longo dos anos, indo do Space rock até a Música Experimental nos primeiros álbuns, a rítmica do Krautrock ou Rock Progressivo no álbum Zuckerzeit,  da New Age e Música Ambiente no álbum After the Heat (com Brian Eno), até a verdadeira avant-garde ou música industrial no álbum Live in Vienna, sendo este último um seção inédita apresentada e gravada ao vivo.
A diversidade de estilos em diferentes álbuns de Cluster, com mudanças significativas na direção musical de um lançamento para o outro, torna difícil categorizar sua música. Os fatores que estão presentes em todos os 13 álbuns incluem a utilização de instrumentação eletrônica, loops, e a utilização de sons inesperados para criar um senso de experimentação.
Cluster tem sido muito influente, não só ao ambiente e artistas da música eletrônica, mas techno, eletrônica e música popular. Artistas e grupos cuja música foi influenciada incluem Robert Rich, John Foxx (Ultravox), Alex Paterson (The Orb), Coil, Oval, To Rococo Rot e Mouse on Mars.

## Kluster e Cluster
Em 2007, Schnitzler reeditou o Kluster ajudado pelos músicos Michael Thomas Roe (americano) e Masato Ooyama (Ooy) (japonês ). A música foi inicialmente rotulada como world music, uma vez que os membros vieram de continentes diferentes.
Em 2008, Schnitzler montou uma nova formação para o Kluster com os músicos Klaus Freudigmann e Wolfgang Seidel com os quais gravou dois álbuns, Vulvano (ao vivo) e Admira.
Hoje, os dois grupos prosseguem em carreiras distintas, o Kluster de Schnitzler e o Cluster de Moebius e Roedelius.

## Discografia

### Álbuns de estúdio

#### Kluster (trio: Moebius, Roedelius e Schnitzler)
- 1970 Klopfzeichen (estúdio)
- 1971 Zwei-Osterei (estúdio)
- 1971 Eruption (ao vivo)

Compilações
- 2008 Kluster: 1970-1971 (Box Set)

#### Cluster (duo: Moebius e Roedelius)
- 1971 Cluster
- 1972 Cluster II
- 1974 Zuckerzeit
- 1976 Sowiesoso
- 1977 Cluster & Eno - com Brian Eno.
- 1978 After the Heat - com Brian Eno.
- 1979 Grosses Wasser
- 1980 Cluster '71 (reedição do 1º álbum)
- 1981 Curiosum
- 1991 Apropos Cluster
- 1995 One Hour
- 2009 Qua

### Álbuns ao vivo (duo: Moebius e Roedelius)
- 1980 Live in Vienna - com Joshi Farnbauer
- 1997 Japan 1996 Live
- 1997 First Encounter Tour 1996
- 2008 Berlin 07

### Compilações (duo: Moebius e Roedelius)
- 1984 Begegnungen (com Brian Eno, Conny Plank)
- 1984 Stimmungen (com Peter Baumann)
- 1985 Begegnungen II (com Brian Eno, Conny Plank)
- 1985 Old Land (com Brian Eno)
- 2007 Box 1 (Box set)

### Kluster 2007
- 2008 "Kluster 2007 - The Global Playing" (estúdio) (trio: Schnitzler , Thomas Roe, Ooyama)
- 2008 Vulvano (trio: Schnitzler, Freudigmann, Seidel)
- 2008 Admira (material de 1971) (trio: Schnitzler , Freudigmann, Seidel)

### Sites oficiais
- Hans-Joachim Roedelius- Página Oficial
- Dieter Moebius- Página Oficial
- Conrad Schnitzler- Página Oficial

### Informações
- Kluster no Myspace
- Discografia de Girl Talk no MusicBrainz
- Cluster (em inglês) no AllMusic
- Kluster (em inglês) no Discogs
- Perfil na Last.fm